# Raynor Taylor
Raynor Taylor (Londres (Regne Unit), 1747 - Filadèlfia, 17 d'agost, 1825), va ser un compositor, organista i educador musical anglès.
Taylor va assistir a l'Escola de Cant del Rei i va ser membre del cor de la Capella Reial, amb el qual va actuar al funeral de Händel el 1759. Més tard va esdevenir organista a Chelmsford, on també va treballar com a professor de música del 1765 al 1792. També va treballar com a compositor, cantant i director musical als Marylebone Gardens i al Sadler's Wells Theatre. La seva òpera bufa Buxom Joan es va estrenar al Haymarket Theatre el 1778.
El 1792 va emigrar als Estats Units. Des del 1793 va viure a Filadèlfia, on va ser organista de l'església de Sant Pere del 1793 al 1813. A la inauguració del Philadelphia Vauxhall Gerdens el 1814, va interpretar el seu propi concert per a orgue. Va compondre música incidental i òperes, com ara The Iron-Chest i The Shipwreck’d Mariner Preserved per al Chestnut Street Theatre. Juntament amb el seu director, el seu antic alumne Aleksandr Reinagle, va compondre Monodia –amb motiu de la mort de George Washington el 1799– i Pizarro. El 1797 va publicar un mètode per a piano amb Benjamin Carr. El 1820 va ser un dels fundadors de la Societat del Fons Musical. Taylor és considerat un dels primers compositors importants dels Estats Units.

## Obra
- Buxom Joan, 1778
- Capocchio and Dorinna, 1793
- Old Woman of Eighty Three, 1793
- The Wounded Soldier, 1794
- Amyntor: a pastoral song, 1795
- The Lass of the Cot, 1795
- The Merry Piping Lad: a ballad in the Scots taste, 1795
- Nancy of the Vale: a pastoral ballad, 1795
- Vive la Liberté: a new song, 1795
- The Wand’ring Village Maid, 1795
- While the Morn is Inviting to Love: a favorite song, 1797, 1799
- Bonny Willy, 1798, 1804
- Ma Chere, et Mon Cher, 1798, 1804
- Monody, 1799
- Hark Hark the Joy Inspiring Horn, 1805, 1809
- The American Captives Emancipation, 1806
- Rustic Festivity, 1807, 1811
- None None The Beech Tree’s Petition, 1810, 1815
- The Queen of Flowers: as sung at the Amateurs concert by Mr. Gillingham, 1812
- The Camel’s Bell, 1813
- The Ethiop; or, The Child of the Desert, 1814
- When Death’s Gloomy Angel Was Bending His Bow, 1814
- The Iron-Chest
- The Shipwreck’d Mariner